# Сігал Ісаак Якович
Іса́ак Я́кович Сіга́л (*1927, Вінниця), зав. відділу захисту атмосферного повітря від забруднення Інституту газу Національної Академії наук України, заслужений діяч науки і техніки України, доктор технічних наук, професор, академік Академії інженерних наук України.
І. Я. Сігал — відомий в Україні, Росії та за їх межами вчений у галузі спалювання палива й захисту повітряного басейну від забруднення.

## Біографія
Народився у 1927 р. в м. Вінниці.
Закінчив Київський політехнічний інститут у 1948 р, інженер-теплотехнік. З 1949 р. працює в Інституті газу АН УРСР, з 1961 р. -зав. відділу.
Захистив кандидатську (1958 р.), докторську (1971 р.) дисертації; з 1980 р. — професор.
У 1960–1970 р.р. І. Я. Сігалом вперше у СРСР проведені дослідні роботи щодо вивчення утворення оксидів азоту у факелі, розроблено наукові основи утворення оксидів азоту у грубкових процесах, створено новий напрямок та наукову школу, що займається умовами утворення і методами спалювання палив у котлах електростанцій, промислових та опалювальних котлів зі зниженим утворенням оксидів азоту, а також методами термічного знешкодження промислових газових викидів до атмосфери.
Його монографія «Зашита воздушного бассейна при сжигании топлива», (Л.: «Недра», 1977 г, 294 с, та її друге видання, Л.: «Недра», 1988 г, 313 с, тираж двох видань — 12 тисяч примірників) та багато основоположних статей щодо утворення оксидів азоту у журналах «Теплоенергетика» (Москва) та ін. відомі широкому колу спеціалістів.
Розроблені Сігалом І. Я. та його учнями методи та пальники зі зниженим утворенням оксидів азоту упроваджені більш ніж на 100 котлах електростанцій та на 900 потужних водогрійних та промислових котлах.
Спеціальні газові котли ТВГ (нині КВГ) та інші, продуктивністю 4…10 МВт, що розроблені під його керівництвом, постачають тепло у житлові квартали з населенням 9 млн мешканців.
В останні роки провадиться комплекс робіт по модернізації водогрійних котлів ТЕЦ, потужністю 58…210 Мвт, дослідженню та впровадженню процесів спалювання біогазу в промислових котлах.
Під його керівництвом підготовлені й захищені 18 кандидатських дисертацій. І. Я. Сігал опублікував 290 друкованих робіт, у тому числі 12 монографій, більш за 60 авторських свідоцтв та патентів на винаходи (патенти України, Росії, Німеччини, США, Канади, Італії, Єгипту та ін.).
І. Я. Сігал є членом секції комітету по державних преміях України, членом вченої ради по присудженню ступеню доктора технічних наук, членом редколегій 3 науково-технічних журналів, нагороджений багатьма медалями, у тому числі медаллю ЮНЕСКО «Людина і біосфера» 1975-85 рр., «Винахідник СРСР», 2 золотими та срібною медалями ВДНГ СРСР, двічі — знаками «Подяка» Київської міськдержадміністрації.
1950–1958 рр. — методи переведення на газ опалювальних котлів і печей. Подові пальники з прямою щілиною застосовані на 3000 парових і водогрійних котлах, методи переведення печей застосовані на 500000 печах.
1958–1965 рр. — спеціальні газові водогрійні котли ТВГ (та їх модифікація КВГ) продуктивністю 4-10 МВт. В експлуатації 8500 котлів. Теплопостачання кварталів України, Підмосков'я, Сибіру та Прибалтики.
-методи термічного очищення газових викидів в топках котлів. Застосований на 20 заводах.
1966–1980 рр. — механізм і методи зниження оксидів азоту в котлах. Пальники ступінчатого спалювання та ін. розробки застосовані на котлах електростанцій та великих котельнях Києва, Москви, Львова, Казані, Сурдута, Вільнюса, Риги, Софії та ін. міст.
1980–1996 рр. — методи модернізації потужних водогрійних котлів, (Дарницька ТЕЦ, «Житомиртеплокомуненерго», процеси і обладнання для спалювання біогазу в парових котлах (Бортницькі очисні споруди Києва, спиртові заводи м. Електрогорськ, Луганськ.

## Державні нагороди
- Орден «За заслуги» III ст. (24 листопада 2009) — за вагомий особистий внесок у розвиток науки, техніки і технологій у галузі енергетики, багаторічну плідну наукову діяльність та з нагоди 60-річчя Інституту газу НАН України[1]
- Заслужений діяч науки і техніки України (12 січня 1998) — за багаторічну плідну наукову і педагогічну діяльність[2]
- Державна премія України в галузі науки і техніки 2012 року — за роботу «Підвищення маневреності, надійності і економічності енергоблоків з пиловугільними і газомазутними котлами та ефективності систем теплопостачання» (у складі колективу)[3]

## Основні монографії
1. Сигал И. Я. Газогорелочные устройства котельных установок. — Киев: Гостехиздат УССР, 1961.- 161 с. (рос.)
2. Сигал И. Я. Сжигание газа в промышленных котельных. — Киев: Изд-во Гос.унив. 1962. — 54 с.
3. Газовые водогрейные промышленно-отопительные котлы. — Киев: Техника, 1967 — 145 с. И.Я Сигал, Е. М. Лавренцов, О. И. Косинов, Э. П. Домбровская.
4. Сигал И. Я. Защита воздушного бассейна при сжигании топлива. — Л.: Недра, 1977 .- 293 с. (рос.)
5. Сигал И. Я. Защита воздушного бассейна при сжигании топлива. Изд. перер. и доп. — Л.: Недра, 1988,- 311 с.
6. Сигал И. Я., Домбровская Э. П., Дупак А. С. Методы снижения выбросов оксидов азота и серы в атмосферу электростанциями США. — Киев: НТОЭ и Э УССР, 1991. — 37 с.
7. Сигал И. Я., Славин В. И., Шило В. В. Очистка промышленных выбросов от оксидов серы и азота. — Харьков: Оригинал, 1999. — 142 с.
8. Защита воздушного бассейна от оксидов серы. — гг. Михайленко, Д. В. Миронов, И. Я. Сигал. — Одесса: Астропринт, 2001. — 84 с.

### Під редакцією І.Я.Сігала
1. Образование окислов азота в процессах горения и пути снижения их выброса в атмосферу. — Киев: Знание, 1974. — 61 с.
2. Образование окислов азота в процессах горения и пути снижения выброса их в атмосферу. — Киев: Наукова думка, 1979. — 172 с.
3. Окислы азота в продуктах сгорания топлив. — Киев: Наукова думка, 1981 — 204 с.
4. Термическая и каталитическая очистка газовых выбросов. — Киев: Наукова думка, 1984. — 156 с.
5. Оксиды азота в продуктах сгорания и их преобразование в атмосфере. — Киев: Наукова думка, 1987. — 144 с.
6. Термокаталитическая очистка и снижение токсичных выбросов в атмосферу. — Киев: Наукова думка, 1989 — 172 с.
7. Методическое пособие по проведению комплексных эколого-теплотехнических испытаний котлов, работающих на газе и мазуте. — Киев: ВНИПИтрансгаз, ротапринт, 1992. — 213 с.